# 296819 Artesian
296819 Artesian è un asteroide della fascia principale. Scoperto nel 2009, presenta un'orbita caratterizzata da un semiasse maggiore pari a 2,5700529 UA e da un'eccentricità di 0,1410756, inclinata di 8,81642° rispetto all'eclittica.